# 113
113 (CXIII) var ett normalår som började en lördag i den julianska kalendern.

## Händelser

### Okänt datum
- Kejsar Trajanus inviger Trajanus forum i Rom, där också Trajanuskolonnen har uppförts.
- Kung Osroes av Parterriket bryter sitt avtal med Rom genom att insätta en marionettregent i Armenien. Trajanus påbörjar då ett fälttåg mot parterna och annekterar Armenien.
- Pattini dheivam-dyrkan påbjuds i Kannagitemplet i kungariket Chera i södra Indien av kejsar Cenkuttuvan.
- Detta är det sjunde och sista året i den östkinesiska Handynastin Yongchu-era.

## Avlidna
- Plinius den yngre, romersk advokat och vetenskapsman (död omkring detta datum)